# 野田雪文
野田 雪文（のだ ゆきふみ）は日本の音楽プロデューサー、作曲家、編曲家。埼玉県さいたま市生まれ。

## 来歴
1989年、ジャズをルーツに独自に音楽理論を学び、作曲家、編曲家としてプロキャリアをスタート。これまでに多くのヒットアーティストの作品の他、サウンドトラック、ミュージカル、コマーシャル等の音楽まで幅広く手がけている。
豊富な現場経験に裏打ちされた引き出しの多さで、様々なジャンルをクロスオーバーしてきたスキルを活かし、ヒップホップなどのストリート・ミュージックの魅力をそのままに、練り上げられたコーラスアレンジやオーケストラアレンジ等の高い音楽性を加え、ヒット曲としての作品レベルに仕上げるプロデュースワークを得意とする。FUNKY MONKEY BΛBY'S、らっぷびと、Jenniferなどといったシーンに対して新しい立ち位置を持つ個性的なアーティストからのオファーが多い。また、作曲家として、AOR等の影響が色濃いバラード作品も得意で、作曲家としてメロディのみを提供するケースもある。

## サウンドプロデュース・楽曲提供アーティスト
- FUNKY MONKEY BΛBY'S
- May J.
- Naomile
- 奥島ナヲ(Liga Oriente)
- 相川七瀬
- らっぷびと
- Marko
- Jennifer
- 吉廣麻子
- 鈴みりか
- 坪倉唯子
- TWINZER